# 張問達 (內江)
張問達（1548年—？年），字德孚，號誠吾。四川成都府內江縣人，民籍。

## 生平
九月初八日生，行三，治《書經》，由縣學生中式四川鄉試第四十九名舉人，年二十七歲中式萬曆二年（1574年）甲戌科會試第二百六十三名，第三甲第二百二十一名進士。四年任浙江嘉兴县知县。十年六月选授山西道试御史，十月疏論元輔张四维，触怒神宗，批示其妄言渎扰，谪福建運司知事。

## 家族
曾祖張愷；祖張楠；父張克臣；母胡氏。具慶下，妻周氏，兄問仁；問政，弟問行。